# Maximiliano Fornari
Pour les articles homonymes, voir Fornari.
Maximiliano Fornari est un footballeur argentin né le 15 mai 1995 à Salto. Il évolue au poste d'attaquant.

## Biographie
Avec l'équipe de Sarmiento, il inscrit trois buts en première division argentine.